# Gāv Zabān
Gāv Zabān (persiska: گاو زبان) är en ort i Iran.   Den ligger i provinsen Hamadan, i den nordvästra delen av landet, 290 km väster om huvudstaden Teheran. Gāv Zabān ligger 2 121 meter över havet och antalet invånare är 466.
Terrängen runt Gāv Zabān är kuperad västerut, men österut är den platt.Runt Gāv Zabān är det ganska tätbefolkat, med 75 invånare per kvadratkilometer. Närmaste större samhälle är Khabar Arkhī, 15,1 km norr om Gāv Zabān. Trakten runt Gāv Zabān består i huvudsak av gräsmarker.